# Handball-FDGB-Pokal 1976/77 (Frauen)
Der Handball-FDGB-Pokal der Frauen wurde mit der Saison 1976/77 zum 7. Mal ausgetragen und zum ersten Mal nahmen daran Mannschaften aus der Handball-Oberliga teil. Der TSC Berlin machte verlustpunktfrei beim Endrunden-Turnier in Eberswalde das Double von Meisterschaft und Pokalsieg perfekt.

## Teilnehmende Mannschaften
Für den FDGB-Pokal hatten sich folgende 40 Mannschaften qualifiziert:
| DDR-Oberliga die 10 Vereine der Saison 1976/77 | DDR-Liga die 20 Vereine der Saison 1976/77 | Bezirkspokalvertreter die 10 Vereine aus der Saison 1975/76 |
| - SC Leipzig - TSC Berlin - SC Empor Rostock - SC Magdeburg - BSG Halloren Halle - TSG Wismar - BSG Sachsenring Zwickau - BSG Chemie “W.-P.-St.” Guben - BSG Post Magdeburg - ASK Vorwärts Frankfurt/O. | Staffel Nord - BSG Lokomotive Wittenberge - BSG Einheit/Sirokko Neubrandenburg - BSG Lokomotive Rangsdorf - HSG PH Magdeburg - BSG FIKO Rostock - BSG Motor Falkensee - BSG Empor Brandenburger Tor - BSG Traktor Lychen - BSG Ajax Neptun Köpenick - HSG Medizin Magdeburg Staffel Süd - HSG DHfK Leipzig - BSG Umformtechnik Erfurt - BSG Halloren Halle II (TV) - BSG Wismut Schneeberg - BSG Lokomotive Gera - BSG Empor Dresden-Mitte - BSG Einheit-Empor Zerbst - BSG Chemie Piesteritz - BSG Lokomotive Dresden - BSG Chemie Plauen (TV) – Titelverteidiger | - Bezirk Rostock HSG Wissenschaft Rostock - Bezirk Schwerin BSG Aufbau Boizenburg - Ost-Berlin BSG Berliner Verkehrsbetriebe - Bezirk Frankfurt (Oder) BSG Erdöl Schwedt - Bezirk Magdeburg TSG Calbe - Bezirk Halle BSG WBK 67 Halle-Neustadt - Bezirk Cottbus BSG Fortschritt Cottbus - Bezirk Dresden BSG Chemie Meißen - Bezirk Karl-Marx-Stadt BSG Motor Schönau - Bezirk Erfurt BSG Fortschritt Heiligenstadt Der jeweilige Vertreter der Bezirke Neubrandenburg, Potsdam, Leipzig, Gera und Suhl konnte sich nicht über Qualifikationsspiele für den Handball-FDGB-Pokal 1976/77 qualifizieren. |

## Modus
In der ersten Hauptrunde, die im K.-o.-System ausgespielt wurde, nahmen alle qualifizierten Mannschaften teil und die Bezirksvertreter genossen Heimvorteil gegenüber höherklassigen Mannschaften. Ab der zweiten Hauptrunde wurde der Wettbewerb mit Hin- und Rückspielen fortgesetzt. Die Auslosung erfolgte nach möglichst territorialen Gesichtspunkten und Spiele mit unentschiedenem Ausgang wurden sofort im 7-Meter-Werfen entschieden. Nach der 3. Hauptrunde ermittelten dann die letzten fünf Mannschaften in einem Endrunden-Turnier den Pokalsieger.

## 1. Hauptrunde
| Datum            |                               | Ergebnis |                                    |
| ---------------- | ----------------------------- | -------- | ---------------------------------- |
| Sa 21.05., 17:00 | HSG Wissenschaft Rostock      | 10:13    | BSG Einheit/Sirokko Neubrandenburg |
| Sa 21.05., 17:00 | BSG Post Magdeburg            | 10:18    | BSG Umformtechnik Erfurt           |
| Sa 21.05., 17:00 | BSG Empor Brandenburger Tor   | 11:16    | TSG Wismar                         |
| Sa 21.05., 17:00 | BSG Empor Dresden-Mitte       | 16:19    | BSG Halloren Halle                 |
| Sa 21.05., 17:00 | BSG Aufbau Boizenburg         | 12:15    | BSG Erdöl Schwedt                  |
| Sa 21.05., 17:00 | BSG WBK 67 Halle-Neustadt     | 17:13    | BSG Halloren Halle II              |
| Sa 21.05., 17:00 | BSG Fortschritt Cottbus       | [ H1 1 ] | HSG PH Magdeburg                   |
| Sa 21.05., 17:00 | BSG Chemie Meißen             | 17:14    | BSG Einheit/Empor Zerbst           |
| Sa 21.05., 17:00 | TSG Calbe                     | 13:80    | BSG Lokomotive Wittenberge         |
| Sa 21.05., 17:00 | BSG Motor Schönau             | 09:21    | HSG DHfK Leipzig                   |
| Sa 21.05., 17:00 | BSG Traktor Lychen            | 10:15    | BSG FIKO Rostock                   |
| Sa 21.05., 17:00 | BSG Wismut Schneeberg         | 15:13    | BSG Fortschritt Heiligenstadt      |
| Sa 21.05., 17:00 | BSG Ajax Neptun Köpenick      | 16:20    | HSG Medizin Magdeburg              |
| Sa 21.05., 17:00 | BSG Berliner Verkehrsbetriebe | 27:18    | BSG Lokomotive Gera                |
| Sa 21.05., 18:00 | BSG Lokomotive Rangsdorf      | 15:14    | BSG Sachsenring Zwickau            |
| So 22.05., 11:00 | BSG Motor Falkensee           | 08:33    | TSC Berlin                         |
| So 22.05., 11:00 | BSG Chemie Piesteritz         | 09:32    | SC Leipzig                         |
| So 22.05., 11:00 | BSG Lokomotive Dresden        | 13:23    | SC Empor Rostock                   |
| So 22.05., 11:00 | BSG Chemie Plauen             | 07:28    | SC Magdeburg                       |
| So 22.05., 11:00 | BSG Chemie “W.-P.-St.” Guben  | 09:10    | ASK Vorwärts Frankfurt/O.          |

1. ↑  Fortschritt Cottbus zog kampflos in die 2. Hauptrunde ein, da PH Magdeburg nicht antrat

## 2. Hauptrunde
| Datum                    |                          | Gesamt |                                    | Hinspiel | Rückspiel |
| ------------------------ | ------------------------ | ------ | ---------------------------------- | -------- | --------- |
| Sa 28. Mai / Sa 04. Juni | BSG Halloren Halle       | 24:21  | TSG Wismar                         | 13:10    | 11:11     |
| Sa 28. Mai / Sa 04. Juni | HSG Medizin Magdeburg    | 24:25  | BSG Berliner Verkehrsbetriebe      | 13:14    | 11:11     |
| Sa 28. Mai / Sa 04. Juni | BSG Erdöl Schwedt        | 26:39  | HSG DHfK Leipzig                   | 13:15    | 13:24     |
| Sa 28. Mai / Sa 04. Juni | BSG Lokomotive Rangsdorf | 25:26  | BSG Wismut Schneeberg              | 11:90    | 14:17     |
| Sa 28. Mai / Sa 04. Juni | TSG Calbe                | 18:31  | BSG Einheit/Sirokko Neubrandenburg | 10:15    | 08:16     |
| Sa 28. Mai / Sa 04. Juni | BSG FIKO Rostock         | 11:50  | SC Empor Rostock                   | 07:27    | 04:23     |
| Sa 28. Mai / Sa 04. Juni | TSC Berlin               | 65:17  | BSG WBK 67 Halle-Neustadt          | 28:10    | 37:70     |
| Sa 28. Mai / Sa 04. Juni | BSG Fortschritt Cottbus  | 25:39  | ASK Vorwärts Frankfurt/O.          | 12:15    | 13:24     |
| Sa 28. Mai / Sa 04. Juni | SC Magdeburg             | 52:16  | BSG Chemie Meißen                  | 28:70    | 24:90     |
| Sa 28. Mai / Sa 04. Juni | BSG Umformtechnik Erfurt | 26:50  | SC Leipzig                         | 14:23    | 12:27     |

## 3. Hauptrunde
| Datum                     |                           | Gesamt         |                                    | Hinspiel | Rückspiel |
| ------------------------- | ------------------------- | -------------- | ---------------------------------- | -------- | --------- |
| Sa 11. Juni / Do 16. Juni | SC Magdeburg              | 22:22; 7m: 4:3 | SC Empor Rostock                   | 13:11    | 09:11     |
| Sa 11. Juni / Do 16. Juni | TSC Berlin                | 50:25          | BSG Einheit/Sirokko Neubrandenburg | 29:10    | 21:15     |
| Sa 11. Juni / Do 16. Juni | BSG Wismut Schneeberg     | 20:69          | SC Leipzig                         | 10:31    | 10:38     |
| Sa 11. Juni / Do 16. Juni | BSG Halloren Halle        | 32:22          | HSG DHfK Leipzig                   | 13:12    | 19:10     |
| Sa 11. Juni / Do 16. Juni | ASK Vorwärts Frankfurt/O. | 52:27          | BSG Berliner Verkehrsbetriebe      | 21:17    | 31:10     |

## Endrunde
Die Endrunde fand vom 19. bis 23. Juni 1977 in Eberswalde statt.

### Spiele
1. Spieltag:
| Datum            |                    | Ergebnis |                           |
| ---------------- | ------------------ | -------- | ------------------------- |
| So 19.06., __:__ | TSC Berlin         | 22:90    | ASK Vorwärts Frankfurt/O. |
| So 19.06., __:__ | BSG Halloren Halle | 10:20    | SC Leipzig                |
| Spielfrei:       | SC Magdeburg       |          |                           |

2. Spieltag:
| Datum            |                           | Ergebnis |                    |
| ---------------- | ------------------------- | -------- | ------------------ |
| Mo 20.06., __:__ | SC Magdeburg              | 14:16    | TSC Berlin         |
| Mo 20.06., __:__ | ASK Vorwärts Frankfurt/O. | 10:80    | BSG Halloren Halle |
| Spielfrei:       | SC Leipzig                |          |                    |

3. Spieltag:
| Datum            |                           | Ergebnis |                    |
| ---------------- | ------------------------- | -------- | ------------------ |
| Di 21.06., __:__ | SC Leipzig                | 12:14    | SC Magdeburg       |
| Di 21.06., __:__ | TSC Berlin                | 23:40    | BSG Halloren Halle |
| Spielfrei:       | ASK Vorwärts Frankfurt/O. |          |                    |

4. Spieltag:
| Datum            |                           | Ergebnis |              |
| ---------------- | ------------------------- | -------- | ------------ |
| Mi 22.06., __:__ | BSG Halloren Halle        | 10:14    | SC Magdeburg |
| Mi 22.06., __:__ | ASK Vorwärts Frankfurt/O. | 17:21    | SC Leipzig   |
| Spielfrei:       | TSC Berlin                |          |              |

5. Spieltag:
| Datum            |                    | Ergebnis |                           |
| ---------------- | ------------------ | -------- | ------------------------- |
| Do 23.06., __:__ | SC Magdeburg       | 19:60    | ASK Vorwärts Frankfurt/O. |
| Do 23.06., __:__ | SC Leipzig         | 17:20    | TSC Berlin                |
| Spielfrei:       | BSG Halloren Halle |          |                           |

### Abschlusstabelle
| Pl. | Verein                    | Sp. | S | U | N | Tore    | Diff. | Punkte |
| --- | ------------------------- | --- | - | - | - | ------- | ----- | ------ |
| 1.  | TSC Berlin                | 4   | 4 | 0 | 0 | 081:440 | +37   | 08:0   |
| 2.  | SC Magdeburg              | 4   | 3 | 0 | 1 | 061:440 | +17   | 06:20  |
| 3.  | SC Leipzig                | 4   | 2 | 0 | 2 | 070:610 | +9    | 04:40  |
| 4.  | ASK Vorwärts Frankfurt/O. | 4   | 1 | 0 | 3 | 042:700 | −28   | 02:60  |
| 5.  | BSG Halloren Halle        | 4   | 0 | 0 | 4 | 032:670 | −35   | 0:80   |

Platzierungskriterien: 1. Punkte – 2. Tordifferenz – 3. geschossene Tore